# 앙상블 걸즈!
앙상블 걸즈!(일본어: あんさんぶるガールズ!)는 일본의 소셜 게임 등을 서비스하고 있는 회사 해피 엘리먼츠(Happy Elements)에 발매한 게임이다.